# Caspingium
Caspingium oder Caspingio war eine römische Siedlung in der Provinz Germania Inferior an der Straße von Ulpia Noviomagus Batavorum (Nijmegen) nach Lugdunum Batavorum (Katwijk). In der heutigen Landesgliederung ist der Ort in der niederländischen Provinz Südholland zu suchen.

## Quellen

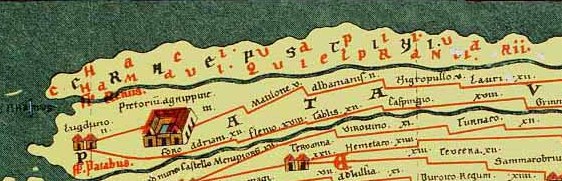
Caspingium auf der Tabula Peutingeriana

## Lokalisierungsversuche
Abgesehen von der Erwähnung auf der Peutinger-Karte wurden bisher keine konkreten archäologischen oder historischen Hinweise auf die Lage von Caspingium gefunden. Der französische Kartograph Jean-Baptiste Bourguignon d’Anville aus dem 18. Jahrhundert vermutete Caspingium in Asperen, wegen der Namensähnlichkeit und der Entfernung zu Oud-Alblas, wo er den Standort von Tablis vermutete.
Eine alternative Hypothese ist, dass Caspingium im heutigen Biesbosch lag, nahe einem Ort, der im Mittelalter als Almsvoet bekannt war. Diese Theorie basiert hauptsächlich auf der Annahme, dass Caspingium näher an der Maas gewesen sein muss als das an der Linge gelegene Asperen.
Da keine dieser Hypothesen sehr wahrscheinlich erschien, wurde zuletzt vorgeschlagen, dass Caspingium im Gebiet von Gorinchem gesucht werden müsse.